# Serina
Serina är en ort och kommun i provinsen Bergamo i regionen Lombardiet i Italien. Kommunen hade 2 066 invånare (2018).